# Коськівська сільська рада
Ко́ськівська сільська́ ра́да — адміністративно-територіальна одиниця та орган місцевого самоврядування в Шепетівському районі Хмельницької області. Адміністративний центр — село Коськів.

## Загальні відомості
Коськівська сільська рада утворена в 1937 році.
- Територія ради: 4,672 км²
- Населення ради: 1 276 осіб (станом на 2001 рік)
- Територією ради протікає річка Хомора

## Населені пункти
Сільській раді підпорядковані населені пункти:
- с. Коськів

## Склад ради
Рада складається з 16 депутатів та голови.
- Голова ради: Ковтонюк Іван Іванович
- Секретар ради: Мазурець Галина Миколаївна

### Керівний склад попередніх скликань
| Прізвище, ім'я, по батькові | Основні відомості                                                               | Дата обрання | Дата звільнення |
| --------------------------- | ------------------------------------------------------------------------------- | ------------ | --------------- |
| Ковтонюк Іван Іванович      | Сільський голова, 1969 року народження, освіта середня спеціальна               | 26.03.2006   | 31.10.2010      |
| Ковтонюк Іван Іванович      | Сільський голова, 1969 року народження, освіта середня спеціальна, безпартійний | 31.10.2010   |                 |

Примітка: таблиця складена за даними сайту Верховної Ради України

### Депутати
За результатами місцевих виборів 2010 року депутатами ради стали:

#### За суб'єктами висування
| Суб'єкт висування | Кількість обраних депутатів | %    |
| ----------------- | --------------------------- | ---- |
| Партія регіонів   | 10                          | 62,5 |
| Самовисування     | 5                           | 31,3 |
| Народна партія    | 1                           | 6,3  |

#### За округами
| № округу        | Прізвище, ім'я, по батькові    | Дата визнання обраним | Освіта             | Партійна приналежність | Відомості про обраного депутата                                  |
| --------------- | ------------------------------ | --------------------- | ------------------ | ---------------------- | ---------------------------------------------------------------- |
| Народна Партія  |                                |                       |                    |                        |                                                                  |
| 13              | Євтушок Віктор Якович          | 02.11.2010            | середня спеціальна | позапартійний          | ДП «Шепетівський лісгосп», лісник                                |
| Партія регіонів |                                |                       |                    |                        |                                                                  |
| 1               | Зелінська Людмила Юріївна      | 02.11.2010            | вища               | позапартійна           | Коськівська загальноосвітня школа І-ІІІ ст., заступник директора |
| 2               | Грщук Ольга Миколаївна         | 02.11.2010            | вища               | позапартійна           | Коськівська загальноосвітня школа І-ІІІ ст., вчитель             |
| 4               | Столярчук Олександр Михайлович | 02.11.2010            | вища               | позапартійний          | Коськівська загальноосвітня школа І-ІІІ ст., вчитель             |
| 5               | Кучерук Світлана Петрівна      | 02.11.2010            | середня спеціальна | позапартійна           | Коськівська загальноосвітня школа І-ІІІ ст., техпрацівник        |
| 6               | Гедз Анатолій Якович           | 02.11.2010            | середня спеціальна | позапартійний          | тимчасово не працює                                              |
| 7               | Мазурець Галина Миколаївна     | 02.11.2010            | вища               | позапартійна           | Коськівська сільська рада, секретар                              |
| 9               | Грибюк Галина Миколаївна       | 02.11.2010            | вища               | позапартійна           | Коськівська сільська рада, бухгалтер                             |
| 11              | Дейнега Галина Антонівна       | 02.11.2010            | середня спеціальна | позапартійна           | Коськівська сільська рада, землевпорядник                        |
| 12              | Твердов Володимир Анатолійович | 02.11.2010            | середня спеціальна | позапартійний          | пенсіонер                                                        |
| 16              | Пекар Світлана Анатоліївна     | 02.11.2010            | вища               | позапартійна           | Коськівська бібліотека, завідувачка                              |
| Самовисування   |                                |                       |                    |                        |                                                                  |
| 3               | Литвин Надія Анатоліївна       | 02.11.2010            | вища               | позапартійна           | Коськівський фельдшерсько-акушерський пункт, молодша медсестра   |
| 8               | Кирилюк Юлія Петрівна          | 02.11.2010            | вища               | позапартійна           | ТОВ «Лотівка-Еліт», бухгалтер                                    |
| 10              | Крива Лариса Іванівна          | 02.11.2010            | середня спеціальна | позапартійна           | Коськівська сільська рада, техпрацівник                          |
| 14              | Заєць Валентина Василівна      | 02.11.2010            | вища               | позапартійна           | Коськівський фельдшерсько-акушерський пункт, завідувачка         |
| 15              | Ковтонюк Ольга Дмитрівна       | 02.11.2010            | вища               | позапартійна           | соціальний робітник                                              |